# Paul Wegener (Gauleiter)
Paul Wegener, född 1 oktober 1908 i Varel, död 5 maj 1993 i Wächtersbach, var en tysk nazistisk politiker och SS-general. Han var 1942–1945 Gauleiter i Gau Weser-Ems med tjänstesäte i Oldenburg. Wegener var därtill ledamot av tyska riksdagen.

## Biografi
Wegener studerade jordbruk, handel och kommers i Witzenhausen och arbetade som försäljare vid ett import- och exportföretag i Bremen. Han blev medlem i Nationalsocialistiska tyska arbetarepartiet (NSDAP) 1930 och i Sturmabteilung (SA) året därpå. Kort efter Adolf Hitlers maktövertagande i januari 1933 utnämndes Wegener till distriktsledare för NSDAP i Bremen. År 1934 ingick han i staben hos Rudolf Hess, som var Führerns ställföreträdare och året därpå blev han Martin Bormanns adjutant.
I augusti 1936 utsågs Wegener till ställföreträdare åt Emil Stürtz, Gauleiter i Mark Brandenburg. Efter Operation Weserübung, Tysklands invasion av Danmark och Norge i april 1940, kommenderades han till Luftwaffe i Norge, men förflyttades inom kort till den tyska rikskommissarien Josef Terbovens stab. Samma år inträdde Wegener i Schutzstaffel (SS), där han uppnådde tjänstegraden Obergruppenführer i januari 1944.
I maj 1942 avled Carl Röver, Gauleiter i Gau Weser-Ems, och Wegener efterträdde då denne. Wegener blev även riksförsvarskommissarie (Reichsverteidigungskommissar) för det nordtyska området.
Den 30 april 1945 begick Hitler självmord i sin bunker i Berlin. Till sin efterträdare utnämnde han storamiralen Karl Dönitz som bildade regering den 2 maj. Dönitz utsåg Wegener till kabinettschef med titeln statssekreterare.